# Chiesa Metodista d’Ungheria
La Chiesa Metodista d’Ungheria è una chiesa cristiana in Ungheria e fa parte del movimento metodista globale. Il metodismo è nato come un movimento di risveglio all'interno del cristianesimo, con un’enfasi sulla fede personale, la giustizia sociale e l’aiuto al prossimo.

## Storia
La Chiesa Metodista ebbe origine nel XVIII secolo come movimento di rinnovamento religioso all'interno della Chiesa anglicana, con un forte impegno verso i poveri e i bisognosi. Dopo la morte del suo fondatore, John Wesley, nel 1791, il movimento divenne indipendente. Oggi conta circa 75 milioni di membri in 108 paesi.
In Ungheria, la Chiesa Metodista è presente dal 1898, quando Robert Möller arrivò dall’Austria. L’opera missionaria iniziò ufficialmente nel 1905. Dopo il Trattato del Trianon, solo la comunità di Budapest rimase attiva, ma dopo le due guerre mondiali si ebbe una nuova espansione spirituale. Al 2025 conta circa 30 chiese metodiste in 11 distretti in tutta l'Ungheria.